# 亀山市立加太小学校
亀山市立加太小学校（かめやましりつ かぶとしょうがっこう）は、三重県亀山市加太板屋にある市立の小学校。

## 所在地
- 三重県亀山市加太板屋4569